# Elisa Balsamo
Elisa Balsamo (Cuneo, 27 de febrero de 1998) es una deportista italiana que compite en ciclismo en las modalidades de pista y ruta.
Ganó cinco medallas en el Campeonato Mundial de Ciclismo en Pista entre los años 2018 y 2022, y doce medallas en el Campeonato Europeo de Ciclismo en Pista entre los años 2016 y 2024. En los Juegos Europeos de Minsk 2019 obtuvo dos medallas, oro en persecución por equipos y bronce en ómnium.
En carretera obtuvo una medalla de oro en el Campeonato Mundial de Ciclismo en Ruta de 2021 y tres medallas en el Campeonato Europeo de Ciclismo en Ruta entre los años 2020 y 2024.
Participó en los Juegos Olímpicos de Tokio 2020, ocupando el sexto lugar en la prueba de persecución por equipos y el octavo en la carrera de madison.

## Medallero internacional
| Campeonato Mundial | Campeonato Mundial       | Campeonato Mundial | Campeonato Mundial      |
| Año                | Lugar                    | Medalla            | Competición             |
| ------------------ | ------------------------ | ------------------ | ----------------------- |
| 2018               | Apeldoorn (Países Bajos) | Medalla de bronce  | Persecución por equipos |
| 2020               | Berlín (Alemania)        | Medalla de bronce  | Madison                 |
| 2021               | Roubaix (Francia)        | Medalla de plata   | Persecución por equipos |
| 2021               | Roubaix (Francia)        | Medalla de bronce  | Ómnium                  |
| 2022               | Saint-Quentin (Francia)  | Medalla de oro     | Persecución por equipos |
| Juegos Europeos    |                          |                    |                         |
| Año                | Lugar                    | Medalla            | Competición             |
| 2019               | Minsk (Bielorrusia)      | Medalla de oro     | Persecución por equipos |
| 2019               | Minsk (Bielorrusia)      | Medalla de bronce  | Ómnium                  |
| Campeonato Europeo |                          |                    |                         |
| Año                | Lugar                    | Medalla            | Competición             |
| 2016               | Saint-Quentin (Francia)  | Medalla de oro     | Persecución por equipos |
| 2017               | Berlín (Alemania)        | Medalla de oro     | Persecución por equipos |
| 2017               | Berlín (Alemania)        | Medalla de bronce  | Ómnium                  |
| 2018               | Glasgow (Reino Unido)    | Medalla de plata   | Persecución por equipos |
| 2019               | Apeldoorn (Países Bajos) | Medalla de bronce  | Persecución por equipos |
| 2020               | Plovdiv (Bulgaria)       | Medalla de oro     | Ómnium                  |
| 2020               | Plovdiv (Bulgaria)       | Medalla de oro     | Madison                 |
| 2020               | Plovdiv (Bulgaria)       | Medalla de plata   | Persecución por equipos |
| 2023               | Grenchen (Suiza)         | Medalla de plata   | Persecución por equipos |
| 2023               | Grenchen (Suiza)         | Medalla de bronce  | Madison                 |
| 2024               | Apeldoorn (Países Bajos) | Medalla de oro     | Persecución por equipos |
| 2024               | Apeldoorn (Países Bajos) | Medalla de bronce  | Madison                 |

| Campeonato Mundial | Campeonato Mundial | Campeonato Mundial | Campeonato Mundial |
| Año                | Lugar              | Medalla            | Competición        |
| ------------------ | ------------------ | ------------------ | ------------------ |
| 2021               | Flandes (Bélgica)  | Medalla de oro     | Ruta               |
| Campeonato Europeo |                    |                    |                    |
| Año                | Lugar              | Medalla            | Competición        |
| 2020               | Plouay (Francia)   | Medalla de oro     | Ruta sub-23        |
| 2022               | Múnich (Alemania)  | Medalla de plata   | Ruta               |
| 2024               | Limburgo (Bélgica) | Medalla de plata   | Ruta               |

## Palmarés en ruta
| 2018 - Omloop van Borsele - Gran Premio Bruno Beghelli 2019 - Trofeo Maarten Wynants - 1 etapa del Tour de California - Dwars door de Westhoek - 2.ª en el Campeonato de Italia en Ruta - 1 etapa del Giro delle Marche in Rosa 2020 - Campeonato Europeo en Ruta sub-23 - 1 etapa de la Ceratizit Challenge by La Vuelta 2021 - Gran Premio Oetingen - Campeonato Mundial en Ruta - 1 etapa del The Women's Tour 2022 - 1 etapa de la Setmana Ciclista Valenciana - Trofeo Alfredo Binda-Comune di Cittiglio - Clásica Brujas-La Panne - Gante-Wevelgem - 1 etapa de la Vuelta a Suiza - Campeonato de Italia en Ruta - 2 etapas del Giro de Italia Femenino - 2.ª en el Campeonato Europeo en Ruta - 1 etapa de la Ceratizit Challenge by La Vuelta | 2023 - 2 etapas de la Setmana Ciclista Valenciana - 1 etapa del Simac Ladies Tour 2024 - 2 etapas de la Setmana Ciclista Valenciana - Trofeo Alfredo Binda-Comune di Cittiglio - Clásica Brujas-La Panne - 1 etapa del Tour de Romandía - 2.ª en el Campeonato Europeo en Ruta 2025 - 2 etapas de la Setmana Ciclista Valenciana - Trofeo Alfredo Binda-Comune di Cittiglio - Scheldeprijs - 1 etapa de la Vuelta a Suiza |